# Talcy, Loir-et-Cher
Talcy este o comună în Franța, în departamentul Loir-et-Cher, în regiunea Centru.  În 2009 avea o populație de 256 de locuitori. Castelul Talcy este situat în localitate.
Talcy este o comună în departamentul Loir-et-Cher, Franța. În 2009 avea o populație de 256 de locuitori.